# Trick (film din 2019)
Trick (titlu original: Trick) este un film american slasher din 2019 regizat de Patrick Lussier. Rolurile principale au fost interpretate de actorii Jamie Kennedy și Omar Epps. A avut premiera la 18 octombrie 2019 în Statele Unite.

## Distribuție
- Jamie Kennedy - Dr. Steven
- Omar Epps - Detectiv Mike Denver
- Tom Atkins - Talbott
- Alex Breaux - Len
- Ellen Adair - Lisa Jayne, Șerif din Comitatul Benton
- Vanessa Aspillaga - Agent Tina Mendez
- Kristina Reyes - Cheryl Winston
- Thom Niemann - Patrick Weaver
- Todd Farmer - Ajutor de șerif Wan
- Gary J. Tunnicliffe - Principal
- Aaron Dalla Villa - Smooth Johnny
- Dani Shay - Ajutor de șerif Green
- Summer Crockett Moore - Patricia Denver
- Hillary Greer - Nurse Helen
- Jerome Charvet - Ajutor de șerif Slater
- Melody Hu - Janice
- Sasha Diamond - Ajutor de șerif Iris Reddick
- Robert G. McKay - Agent Swift
- Adrienne Rose Bengtsson - Brooke
- Allen Wall - Fantomă mică speriată
- Kya Brickhouse - Nicki
- Max Miller - Troy
- Raith Kell - Thomas the Orderly
- Kevin A. Wall - Diner Client
- Tony Mitchell - Chief Gunn
- Robert M. Jimenez -  tatăl lui Cheryl
- Ana-Maria Corizo - mama lui Cheryl
- Austin Ferris - Student

## Producție
Dermot Mulroney a fost ales inițial pentru rolul det. Mike Denver, dar Omar Epps a fost ales în cele din urmă.
Filmările au avut loc în Middletown, Beacon și Warwick, New York, precum și la Umbrasound Stages în Newburgh, New York.

## Primire
Trick are un scor de 36% pe Rotten Tomatoes pe baza a 28 de recenzii, cu un rating mediu de 4,2/10. Frank Scheck de la The Hollywood Reporter a considerat Trick „un film slasher cu o margine plictisitoare” și a considerat că  este „extrem de previzibil”.